# SureAI
SureAI è un gruppo tedesco di modder che ha creato diverse total conversion dei videogiochi della serie The Elder Scrolls e di Fallout 3 prodotti dalla casa Bethesda Softworks.
Finora essi hanno pubblicato cinque mod:
- Myar Aranath: Relicts of Kallidar (2005),[2]
- Arktwend: The Forgotten Realm (2006),[3]
- Cube Experimental (2009),[4]
- Nehrim: At Fate's Edge (2010).[5]
- Enderal: The Shards of Order (2016).[6]

Myar Aranath e Arktwend sono basati su The Elder Scrolls III: Morrowind, Cube Experimental su Fallout 3 , Nehrim su The Elder Scrolls IV: Oblivion e Enderal su The Elder Scrolls V: Skyrim. Mentre dei primi quattro, oltre alla versione originale tedesca, è stata pubblicata anche la versione in inglese, di Nehrim è stata resa pubblica il 25 ottobre 2014 la traduzione definitiva in italiano. Di Enderal è stata messa a disposizione per il download gratuito il 3 luglio 2016 la versione in tedesco, e il 14 agosto 2016 è stata pubblicata la versione in inglese.
Il sito Mod DB ha proclamato la SureAI come uno dei migliori gruppi di modders dell'anno 2010 per la distribuzione di Nehrim: At Fate's Edge.